# Carlos Soler Barragán
Carlos Soler Barragán (València, 2 de gener de 1997), és un futbolista valencià, que juga com a migcampista en el West Ham United Football Club, cedit pel París Saint-Germain i és internacional amb la selecció espanyola.

## Trajectòria

### Inicis
Va començar jugant a l'Escola de Futbol Base de Bonrepòs i Mirambell, després que el seu iaio Rafael li convidara a unir-se a un equip federat. Va continuar jugant en Bonrepòs fins que en 2005, amb 7 anys, va ingressar en l'Acadèmia del València CF. En les categories inferiors del club xe va marcar més de 845 gols jugant de davanter, fins que els tècnics van anar endarrerint la seua posició fins a la de migcampista. Va ser Rubén Mora, entrenador del Juvenil B en la temporada 2013/14, qui el va col·locar com a migcampista organitzador. Posteriorment Rubén Baraja, tècnic del Juvenil A en la temporada 2014/15, el va col·locar de migcampista defensiu.
La temporada 2015/16 va ser una peça fonamental en el primer filial valencianista, encara que va participar activament en la Lliga Juvenil de la UEFA amb l'equip Juvenil A entrenat per Miguel Ángel Angulo, marcant 3 gols en 8 partits. A finals de la temporada va ser convocat sense debutar amb el primer equip, i va arribar a fer la pretemporada de 2016 amb el primer equip del València CF, tot i que continuà com a jugador del filial.

### València CF
El 17 de març de 2016 va entrar en la convocatòria del València CF per decisió del tècnic Gary Neville, per al partit de tornada de huitens de final de la Lliga Europa de la UEFA a Mestalla davant l'Athletic Club, però no va arribar a debutar. El mateix va ocórrer en l'última jornada de la Lliga contra la Reial Societat, on va ser convocat però tampoc no va arribar a debutar.
L'estiu de 2016 sí que va gaudir de minuts en els amistosos de pretemporada que va disputar el primer equip dirigit per Pako Ayestarán, però va continuar jugant amb el filial. En el partit contra la Reial Societat el 10 de desembre de 2016 a Anoeta, el tècnic italià Cesare Prandelli li va donar els últims dotze minuts del partit, lluint el dorsal 28. Poc després va tindre també minuts en la Copa el 21 de desembre a Mestalla contra el Leganés, rebent una gran ovació del públic en saltar al camp. El mes de gener de 2017 va participar també, amb Voro com a tècnic, en la següent eliminatòria de Copa davant el Celta, i a continuació va ser per primera vegada titular davant l'Osasuna.
El 19 de gener el club va fer oficial la incorporació definitiva de Carlos Soler al primer equip, ascendint així la seua clàusula de rescissió a 30 milions d'euros i lluint el dorsal 18. Just l'endemà va marcar el seu primer gol oficial en la victòria 0-2 contra el Vila-real CF. Va acabar la temporada participant en 23 partits de Lliga i 3 de Copa, quasi tots com a titular i amb tres gols marcats. L'última setmana del campionat es va fer oficial la renovació del seu contracte amb el club fins a l'any 2021, amb una fitxa anual de més d'un milió d'euros nets i una clàusula de rescissió de 80 milions d'euros, confirmant així ser una peça clau en l'equip.
La temporada 2017/18 amb Marcelino García Toral va passar a jugar en banda dreta, tenint en compte les noves incorporacions en el centre del camp de l'equip com Kondogbia. Al desembre va causar baixa per lesió en un turmell, la qual cosa li va fer perdre's el difícil mes de gener amb dues eliminatòries de Copa. Va tornar a finals de gener ja recuperat, i va continuar sent una de les peces clau per a Marcelino.
La temporada 2018/19 es va consolidar com l'interior dret titular del València i va ser un destacat titular en tota la temporada, que va culminar amb la victòria en la final de la Copa del Rei contra el FC Barcelona. En desembre de 2019, el València va renovar el seu contracte per quatre temporada més, fins a 2023.
El 8 de novembre de 2020 va fer història amb la samarreta del València en marcar el seu primer hat-trick al Reial Madrid en una victòria per 4-1 a Mestalla.

## Internacional

### Sub-19
El seleccionador Luis de la Fuente el va convocar per primera vegada amb selecció espanyola sub-19 en gener de 2016, fent el seu debut en un partit amistós el 20 de gener contra Itàlia a Lepe. El març va tornar a disputar un partit, aquesta vegada contra Grècia.

### Sub-21
Gràcies a la seua temporada 2016/17, en la qual va debutar amb el primer equip valencianista, va ser convocat pel seleccionador Albert Celades per disputar directament l'Europeu Sub-21 2017 amb la selecció sub-21, sense haver debutat encara en aquesta categoria. El seu debut es va produir el 23 de juny de 2017, jugant el partit complet contra Sèrbia, on va aconseguir la victòria per 0-1 i la classificació per a les semifinals. No va disputar més minuts en aquest campionat i la selecció va terminar subcampiona, però des de llavors va continuar entrant en totes les convocatòries d'Albert Celades, sent a més titular en tots els partits. Va marcar el seu primer gol el 5 de setembre de 2017 en la victòria 0-1 enfront de Estònia.
En 2019, després d'aconseguir la Copa del Rei amb el València CF, va tancar l'any de la seua gran eclosió professional proclamant-se campió d'Europa sub'21 amb la selecció espanyola.

## Palmarès
València CF
- 1 Copa del Rei: 2018-19

París Saint-Germain
- 2 Ligue 1: 2022-23, 2023-24[12]
- 1 Copa francesa: 2023-24[13]
- 1 Supercopa francesa: 2023[14]

Selecció espanyola sub-21
- 1 Campionat d'Europa sub-21 de la UEFA: 2019

Selecció espanyola sub-23
- 1 Medalla d'argent en els Jocs Olímpics: 2020